# Catocala betfragiana
Catocala betfragiana är en fjärilsart som beskrevs av Harvey 1875. Catocala betfragiana ingår i släktet Catocala och familjen nattflyn. Inga underarter finns listade i Catalogue of Life.